# NB I. Szabó László csoport 2014/15
Die NB I. Szabó László csoport 2014/15 war die höchste Spielklasse der ungarischen Mannschaftsmeisterschaft im Schach. Meister wurde der Titelverteidiger Aquaprofit NTSK. Rein sportlich wären die im Vorjahr aus der NB I/B. aufgestiegenen Mannschaften Hűvösvölgyi Sakkiskola Sport Club und Szigetszentmiklósi Sakk Egylet direkt wieder abgestiegen, da allerdings der Mátyásföldi Lawn Tenis Club seine Mannschaft zurückzog, erreichte Hűvösvölgyi als bester Absteiger noch den Klassenerhalt.
Zu den gemeldeten Mannschaftskadern der teilnehmenden Vereine siehe Mannschaftskader der NB I. Szabó László csoport 2014/15.

## Spieltermine
Die Wettkämpfe fanden statt am 12. Oktober, 16. und 30. November, 14. Dezember 2014, 25. Januar, 8. Februar, 1. und 22. März sowie 26. April 2015. Sie wurden dezentral bei den beteiligten Vereinen gespielt. Ein Wettkampf der vierten Runde wurde am 10. Januar 2015 nachgeholt, drei am 11. Januar 2015.

## Tabelle
| Pl. | Verein                                | Sp | G | U | V | Brett-P.  | MP   |
| --- | ------------------------------------- | -- | - | - | - | --------- | ---- |
| 01. | Aquaprofit NTSK (M)                   | 9  | 8 | 0 | 1 | 80,0:28,0 | 16:2 |
| 02. | ASE Paks                              | 9  | 8 | 1 | 0 | 70,5:37,5 | 17:1 |
| 03. | Szombathelyi MÁV Haladás VSE          | 9  | 5 | 0 | 4 | 58,5:49,5 | 10:8 |
| 04. | Mátyásföldi Lawn Tenis Club           | 9  | 5 | 1 | 3 | 58,0:50,0 | 11:7 |
| 05. | Budapesti Titánok Sportegyesület      | 9  | 4 | 0 | 5 | 56,0:52,0 | 8:10 |
| 06. | Pénzügyőr Sport Egyesület             | 9  | 4 | 1 | 4 | 55,0:53,0 | 9:9  |
| 07. | Dunaharaszti Munkás Testedző Kör      | 9  | 3 | 1 | 5 | 53,5:54,5 | 7:11 |
| 08. | Makói Spartacus Vasas Sportegyesület  | 9  | 5 | 0 | 4 | 52,5:55,5 | 10:8 |
| 09. | Hűvösvölgyi Sakkiskola Sport Club (N) | 9  | 0 | 1 | 8 | 30,0:78,0 | 1:17 |
| 10. | Szigetszentmiklósi Sakk Egylet (N)    | 9  | 0 | 1 | 8 | 25,0:83,0 | 1:17 |

Anmerkung: Dunaharaszti Munkás Testedző Kör wurde wegen einer kampflosen Niederlage am zweiten Brett ein Punkt abgezogen.

## Entscheidungen
|     | Ungarischer Meister: Aquaprofit NTSK                                                                         |
|     | Absteiger in die NB I/B.: Mátyásföldi Lawn Tenis Club (freiwilliger Rückzug), Szigetszentmiklósi Sakk Egylet |
| (M) | Meister der letzten Saison                                                                                   |
| (N) | Aufsteiger der letzten Saison                                                                                |

## Kreuztabelle
| Ergebnisse | Ergebnisse                           | 01. | 02. | 03. | 04. | 05. | 06. | 07. | 08. | 09. | 10. |
| ---------- | ------------------------------------ | --- | --- | --- | --- | --- | --- | --- | --- | --- | --- |
| 01.        | Aquaprofit NTSK                      |     | 5½  | 9½  | 7   | 8½  | 10  | 9   | 8½  | 11  | 11  |
| 02.        | ASE Paks                             | 6½  |     | 7½  | 6   | 6½  | 7½  | 8   | 6½  | 11  | 11  |
| 03.        | Szombathelyi MÁV Haladás VSE         | 2½  | 4½  |     | 5   | 7½  | 7½  | 5½  | 8½  | 9   | 8½  |
| 04.        | Mátyásföldi Lawn Tenis Club          | 5   | 6   | 7   |     | 8   | 4½  | 7½  | 5½  | 7   | 7½  |
| 05.        | Budapesti Titánok Sportegyesület     | 3½  | 5½  | 4½  | 4   |     | 5½  | 7   | 7½  | 8   | 10½ |
| 06.        | Pénzügyőr Sport Egyesület            | 2   | 4½  | 4½  | 7½  | 6½  |     | 6   | 5½  | 9½  | 9   |
| 07.        | Dunaharaszti Munkás Testedző Kör     | 3   | 4   | 6½  | 4½  | 5   | 6   |     | 5   | 9½  | 11  |
| 08.        | Makói Spartacus Vasas Sportegyesület | 3½  | 5½  | 3½  | 6½  | 4½  | 6½  | 7   |     | 7   | 8½  |
| 09.        | Hűvösvölgyi Sakkiskola Sport Club    | 1   | 1   | 3   | 5   | 4   | 2½  | 2½  | 5   |     | 6   |
| 10.        | Szigetszentmiklósi Sakk Egylet       | 1   | 1   | 3½  | 4½  | 1½  | 3   | 1   | 3½  | 6   |     |

## Die Meistermannschaft
| 1.            | Aquaprofit NTSK |
| Schachfiguren | Arkadij Naiditsch, Sachar Jefymenko, Csaba Balogh, Ivan Ivanišević, Viktor Erdős, Luka Lenič, Robert Markuš, Péter Prohászka, Zoltán Ribli, Constantin Lupulescu, József Pintér, Tamás Bánusz, András Flumbort, Miklós Galyas, Gergely Kántor, Norbert Bodó, Valér Krutti, Tícia Gara, Søren Bech Hansen, Péter Zsirai, Bianka Havanecz, József Kercsmarics. |